# New age (musica)
La New age è un genere musicale, nato in California negli anni ottanta, che si ispira all'omonima corrente di pensiero. Il termine è giunto a definire un insieme di musiche molto eterogeneo che comprendono, oltre alle composizioni in genere acustiche dei primi new ager californiani, espressioni di jazz, folk, rock ed elettroniche meditative e dalla spiccata spiritualità.

## Definizione e caratteristiche

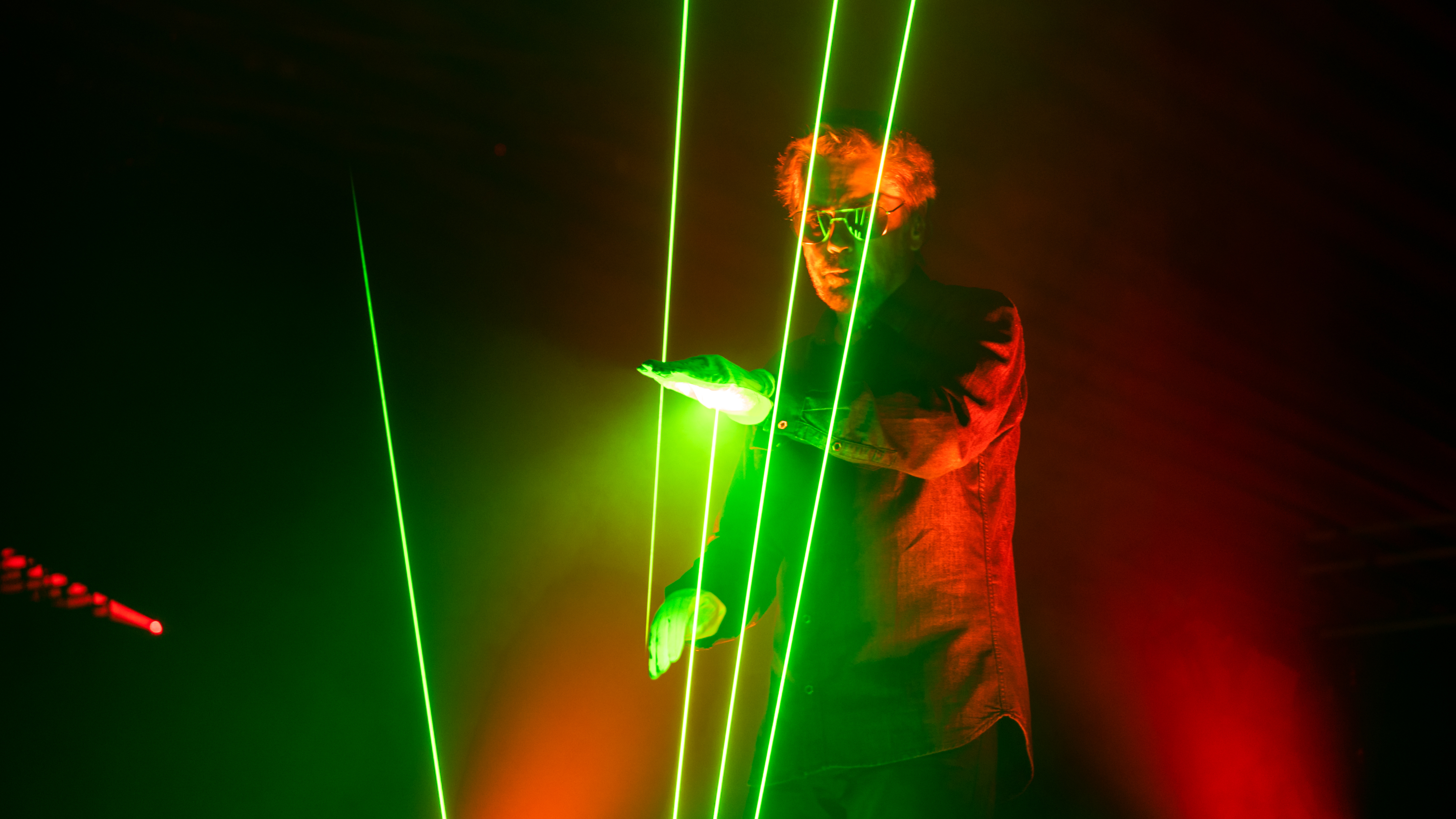
Jean-Michel Jarre

Come fanno notare Gino Castaldo ed Ernesto Assante nel loro Blues, Jazz, Rock, Pop. Il Novecento americano, vi sono due modi di intendere la new age, uno più stretto e uno più ampio. Nella sua prima accezione, elaborata nei primi anni ottanta in California, la "new age" è da intendersi come musica rivolta al ceto medio giovanile e utilizzata per rilassarsi e trovare un equilibrio con il mondo esterno. Nella seconda accezione, la parola "new age" indica una serie di stili musicali tra loro molto diversi e altrimenti di difficile catalogazione che filtrano con il rock, il folk, la musica elettronica e la musica afroamericana.
Nonostante ciò, indipendentemente da come la si intenda, molti artisti new age aspirano a condurre l'ascoltatore a livelli di coscienza superiori, garantendogli benefici terapeutici, incitandolo talvolta a raggiungere la trascendenza spirituale e il benessere fisico.
 La nascita all'esigenza, diffusasi nel contesto californiano della seconda metà del Novecento, di trovare un benessere filtrato da diverse correnti di pensiero politiche, terapeutiche e filosofiche oltre che da ideologie alternative come quella degli hippie, che proprio in California aveva attecchito, l'astrologia e le ideologie orientali. Da un punto di vista strettamente sonoro, il genere si caratterizza per le sonorità meditative, dalla spiccata spiritualità, a volte orchestrali e/o cosmiche e dove hanno un ruolo di primo piano la lezione del folk e dei pionieri minimalisti (LaMonte Young Terry Riley, Steve Reich e Philip Glass), anch'essi californiani e ispirati alle filosofie dell'Oriente.
Data la natura multiforme del genere, sono state trovate anche delle analogie tra la new age e quegli artisti d'avanguardia contemporanei cimentatisi nella popular music.
La new age non va confusa con altre musiche d'atmosfera e "per ambienti" come, ad esempio,  l'ambient, inventata da Brian Eno nel medesimo periodo e che aspira a diventare un tutt'uno con la realtà anziché migliorarla come capita nel caso della new age.

## Storia

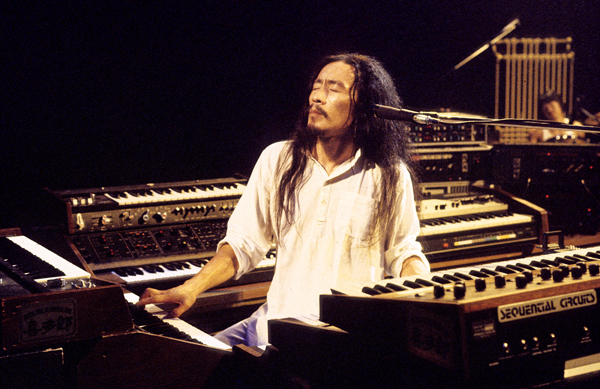
Kitarō

I primi fermenti della new age emersero negli anni sessanta da esponenti jazz e world music quali Paul Horn e Paul Winter, che sono considerati gli inventori del genere. Music for Zen Meditation and Other Joys, pubblicato da Tony Scott nel 1965, è considerato il primo album di questo genere. Artisti krautrock come i Tangerine Dream e i Popol Vuh sono considerati anticipatori della new age.
Tuttavia, la terminologia venne adottata per la prima volta solo nei primi anni ottanta per identificare numerosi artisti operanti in California e autori di una musica acustica dalle proprietà rilassanti. Intorno al 1980, grazie al successo dei dischi da lei pubblicati, la Windham Hill, etichetta fondata Palo Alto dal musicista William Ackerman, il genere iniziò a far parlare di sé. Nello stesso periodo, sempre a Palo Alto e Berkeley, nacquero altre etichette. Degna di nota è anche la Hearts of Space Records, inaugurata nel 1984 a San Francisco, che scritturò alcuni di quelli che sono considerati alcuni degli esponenti di punta della stilistica. Sull'onda del successo che stava godendo il genere, case discografiche specializzate in altri generi tra cui la tedesca ECM Records e la britannica E.G. Records, iniziarono a licenziare album new age.
La produzione di musica new age è spesso strettamente connessa con la diffusione delle filosofie orientaleggianti che avviene durante gli anni ottanta: la richiesta, da parte di maestri e terapeuti, di musica rilassante e suggestiva di facile ascolto ha caratterizzato questo genere dalla programmatica assenza di ogni forma di sperimentazione musicale. Il successo della musica new age presso il grande pubblico, infatti, è dovuto all'intuizione da parte di alcuni produttori discografici di offrire questa musica melodica e distensiva come "la musica classica degli yuppie".

## Artisti
Fra i moltissimi esponenti del genere si possono citare Vangelis, Andreas Vollenweider, Alex De Grassi, Penguin Cafe Orchestra, Loreena McKennit, Wim Mertens, Secret Garden,  Sixlei, Steven Halpern, Jean-Michel Jarre, Kitarō e Yanni.
Anche artisti dai retroscena rock, quali Mike Oldfield, Rick Wakeman e Jon Anderson, si sono ispirati alla new age, e con essi artisti pressoché folk (Davy Spillane, Enya e Bill Whelan) e ambient (Steve Roach e Michael Stearns).

## Espressioni musicali correlate

### Biomusica
Trova delle correlazioni con la new age la biomusica, ovvero quella che riproduce o converte in suoni fonti sonore naturali, tra cui segnali psicologici provenienti dal corpo umano, versi animali o suoni che scaturiscono dall'ambiente. Questo approccio sonoro è spesso legato alla new age, come confermano le numerose uscite discografiche, pubblicate a partire dagli anni ottanta, interamente dedicate a suoni della natura. La biomusica è stata oggetto di numerose analisi in campo scientifico e ha trovato delle applicazioni in ambito terapeutico.

### Space music
La space music è un'espressione della new age, spesso incentrata sui suoni dei sequencer e dei sintetizzatori, che si ispira allo spazio.

### Vaporwave e pop ipnagogico
La vaporwave è uno stile musicale che si ottiene rallentando e distorcendo campionamenti di new age musica da ascensore, pop, smooth jazz e altra musica proveniente dagli anni ottanta. Due dei suoi iniziatori, ovvero James Ferraro e Daniel Lopatin, hanno anche contribuito a definire uno stile altrettanto nostalgico che prende il nome di pop ipnagogico. Purtuttavia, a differenza di quanto accade nella vaporwave, il pop ipnagogico cerca di rievocare le illusioni ipnagogiche, che avvengono all'inizio del periodo di sonno.